# Cazin
Cazin város Bosznia-Hercegovinában, a Bosznia-hercegovinai Föderáció Una-Szanai kantonjában. Cazin 2017 óta Bosznia-Hercegovina hivatalos városa. Így ez lett az első olyan hivatalos város a Bosznia-Hercegovinai Föderációban, amely nem volt kanton székhelye.

## Fekvése
Bosznia-Hercegovina északnyugati részén, Bihácstól légvonalban 17, közúton 25 km-re északra, azon utak metszéspontjában fekszik, amelyek Bihácsból a Horvátországgal szomszédos Velika Kladusába, majd tovább, Tržački Raštelen keresztül Nyugat-Európa felé, illetve délnyugatra, az Adriai-tenger felé, másrészt kelet felé, Bosanska Krupa, Banja Luka és Tuzla felé vezetnek. Tengerszint feletti magassága jellemzően 200-400 méter közötti, alacsony dombvidék. A szántók összterülete 21 331 hektár. Az erdők a terület mintegy 25%-át, míg a vízfolyások a terület 0,18%-át teszik ki. Cazin maga a körülötte magasodó hegyek miatt egy amfiteátrumszerű völgyben fekszik. Az Una bal partján elhelyezkedő, Krajinának nevezett tájegység legnagyobb települése és kereskedelmi központja.

## Népessége
Cazin városának területe 355,7 km2 amelyen a 2013-as népszámlálás eredményei szerint 23 helyi közösségben és 54 településen 66 149 lakos élt. A népsűrűség 194,97 lakos/km2. Az 1991-es népszámlálás szerint Cazin községnek 63 409 lakosa volt, ennek 97,56%-a bosnyák, 1,21%-a szerb és 1,23%-a egyéb nemzetiségű állampolgár, míg az átlagos népsűrűség 180 lakos/km2 volt.
| Nemzetiségi csoport | Népesség 1991 | Népesség 2013 |
| ------------------- | ------------- | ------------- |
| Szerb               | 778           | 29            |
| Bosnyák             | 61693         | 63463         |
| Horvát              | 139           | 320           |
| Jugoszláv           | 430           | 7             |
| Egyéb               | 369           | 2330          |
| Összesen            | 63409         | 66149         |

## Története
A régészeti leletek alapján kijelenthető, hogy Cazin területén a történelem előtti idők óta éltek emberek. Ezt támasztja alá a Čungar, Gradina, Stijena melletti Selište és sok más őskori erődítményben található gazdag régészeti anyag. Az Ostrošac melletti Kuduzovićiből származó, gazdag bronzékszereket tartalmazó sír régészeti lelete arra utal, hogy a késői vaskorban (az i. e.  5. és az 1. század között) ezen a területen a japodi illír törzs lakott, melynek egyik központja a szomszédos Bihács volt. A római hódításokkal ez a terület is új történelmi korszakba lépett, hiszen a rómaiak hozták ezekre a területekre az első ábécét. A meghódított illír lakosság számára a romanizáció következett, mely a római életmód, és a latin nyelv elterjedését hozta magával. A római korból származik egy podgredinai sírlelet, ahol ékszerek és edények maradványait fedezték fel.
Cazin (a korabeli forrásokban Zasyn, Zasin) középkori története szinte teljesen ismeretlen. A 15. század végéig nem ismert olyan írásos nyom, amely a középkori ember tevékenységéről tanúskodik e város területén. Cazin történetéről a 15. század végéig csak azt lehet mondani, hogy eredetileg, ha akkor egyáltalán létezett, a középkori horvát állam, majd a Magyar Királyság része volt. Cazin és tágabb környéke, ellentétben a közeli Osztrozsáccal nem volt kitéve a helyi uralkodók vagy egyes boszniai főúri családok uralmának. Ezért Cazin középkori története elválaszthatatlanul kapcsolódik a magyar állam történetéhez, amelyet a 14. és 15. századi belső konfliktusok, majd az egyre gyakoribb oszmán fenyegetés határoztak meg.

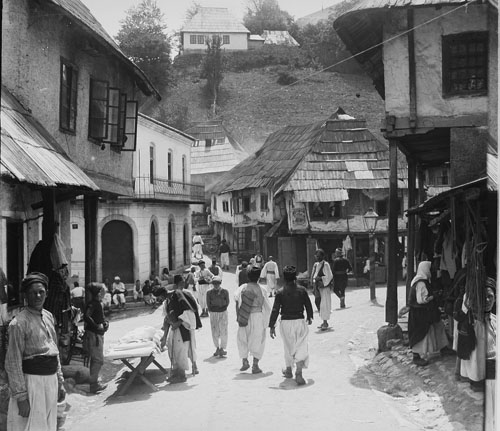
Cazini utcakép 1906-ból

Cazin írott története az eddigi ismereteink alapján 1494-ben kezdődik, amikor először említik egy dokumentumban, amely két nemest – Ivan Dmičićet és Mikula Ivanacot – említ meg, akik ekkor itt tartózkodtak. Cazin oszmán uralom előtti történetének legfontosabb eseménye minden bizonnyal az 1522-es év, amikor is Knin oszmán meghódítása következtében ide helyezték át a knini egyházmegye székhelyét. Négy évvel később a mohácsi síkon oszmán sereg halálos csapást mért a magyar államra is, amely azután gyakorlatilag szétesett. A horvát nemesek az 1526-1527-es cetinjei száboron úgy döntenek, hogy elismerik a I. Ferdinánd magyar király hatalmát, ami azt jelentette, hogy Cazin is a Habsburg Birodalom részévé vált. Az említett cetinjei száboron részt vett Andrija Tuškanović (Tuskanovics András) knini püspök is, akinek székhelye főként Cazinban volt. A fentiekből megállapítható, hogy Cazin első írásos megjelenése szorosan összefügg az oszmán veszéllyel, amely által ez a terület geostratégiai jelentőségre tett szert, és a hadvezetés figyelmének látókörébe került.
A 16. század folyamán Cazint és környékét nem kímélték az oszmán portyák, amelyek az idő előrehaladtával egyre erősödött. Az egyik ilyen hadjáratban 1539-ben Cazint is elfoglalták, de az oszmán hódítóknak hamarosan vissza kellett vonulniuk Keglevich Péter horvát bán csapatai előtt. Az osztrák hatóságok felismerve az oszmán fenyegetés súlyosságát, 1553-ban végvári helyőrséget állomásoztattak itt. Tíz évvel később Lenkovics Iván főkapitány azt kérte, hogy a már ott lévő 20-on kívül minél több könnyű fegyverzetű gyalogságot vigyenek be a cazini erődbe, akiknek elsődleges feladata az oszmán betörések visszaverése volt. A város azonban minden megvédésére tett erőfeszítés ellenére sem kerülhette el a környező városok sorsát, amelyek már oszmán uralom alá kerültek, így 1576. július 18-án a harcias Szokolovics Ferhát pasa a cazini várat is elfoglalta. 1577-ben már 50 lovasból és 130 gyalogosból álló török helyőrség állomásozott itt. A császári hadak ellentámadása nem sokat késett, 1577-ben Georg Khevenhüller karintiai hadvezér parancsnoksága alatt nagy katonai erőt küldtek a vár ellen, amely elől az oszmán hadsereg visszavonult Cazinból. A császári hadsereget azonban hamarosan betegség és éhség sújtotta, amit Ferhat pasa nyomban kihasznált, és 1578-ban végleg elfoglalta a várat. Közvetlenül a hódítás után az oszmánok Cazin várának megerősítésén kezdtek dolgozni.
Cazin a valamikor a 17. században alapított osztrozsáci kapitányság része volt, és nem volt saját dizdarja. ebből az időből kevés forrás található Cazinról a régi okiratokban, mert az oszmán határ a Korana és Glina felé húzódott, és így a vár távol esett a határoktól. A Habsburg-török háború (1683-1699) során azonban 1685-ben mindent elpusztítva és kifosztva az osztrák hadsereg kétszer is pusztított Cazin környékén. Cazin többször is törökellenes lázadások központja volt. A 18. században nagy lázadás tört ki Ibšir-bey Beširević osztrozsáci kapitány ellen, mivel nem fizette ki a vár őrségének a szoldját. A 19. század harmincas éveiben egy újabb lázadás miatt teljes anarchia uralkodott a városban, így a Cazin erődítményt 1833-ban összeírni hivatott számlálók oda sem merészkedtek, egyszerűen azt írták, hogy Cazin üres. Egy évvel később egy osztrák jelentés szerint nyolc ágyú, némi élelem és lőszer volt a várban. Latas Omer pasa boszniai büntetőexpedíciója során 1851-ben az Omer pasa elleni lázadás jeleként az utolsó ágyút is elsütötték a cazini erődbem. A mintegy 40 lázadót Murat Kapić vezetésével Omer pasa láncra verve küldte száműzetésbe. Egyikük sem tért haza élve. A fentiek mindegyike nagyon szemléletesen illusztrálja azt az állítást, hogy Cazin térségében soha nem volt teljesen béke.

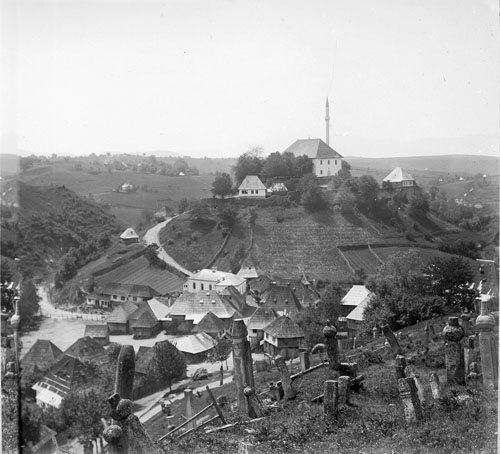
Cazin látképe 1906-ban

Az osztrák-magyar uralom idején (1878-1918) új fordulat következett be az itteni lakosság életében. A boszniai muszlimok számára ez az időszak egy átmenetet jelentett az egyik civilizációból a másikba, teljesen más kultúrába és életmódba, ami nem múlhatott el gyorsan vagy fájdalommentesen. Ennek következtében Bosznia-Hercegovinából tömegesen vándoroltak ki a muszlimok az Oszmán Birodalom területére, és ezek a vándorlások Cazin vidékét sem kerülték el. Azonban kétségtelen tény, hogy Bosznia-Hercegovina területe éppen az osztrák-magyar megszállással lépett be a modern korba, így a bosnyák férfiak a politikától, a gazdaságtól és a kultúrától kezdve a modern mintákat kezdték követni tevékenységükben. Cazin ezután gyorsabban fejlődött, korszerűbb épületek létesültek. 1887-ben Cazin már Bosznia-Hercegovina ötödik legnagyobb városaként, modern vízellátó rendszerrel, távíróval ellátott postahivatallal, a járműforgalom fogadására alkalmas utakkal, polgári iskolákkal és korszerűen felszerelt kórházzal rendelkezett. Nem volt elmaradás a vallási épületek építésében sem, ebben az időszakban épült a városi mecset, amely máig Cazin jelképe. A mecsetben ma is álló hatalmas csillárt maga Ferenc József császár ajándékozta a városnak. Az osztrák-magyar uralom idején Cazin az azonos nevű járás székhelye volt.
Az új jugoszláv állam 1918-as megalakulásával Cazin számára megállni látszott az idő, mert ezen a vidéken egy iskolaépületen kívül szinte semmi sem épült. A munka és a táplálkozás problémája folyamatosan jelen volt a régióban. Sokan az ország határain kívül kerestek kenyeret. Amikor 1935-ben Nurija Pozderacot a Jugoszláv Királyság parlamenti képviselőjévé választották, a Cazin régióban végleg megváltozott a helyzet. Kezdeményezésére számos akció indult csak azért, hogy ez a régió kikerüljön a rendkívüli elmaradottságból. Az 1935-ös népszámlálás kimutatta, hogy a cazini régióban, amely a mai Velika Kladuša község nagy részét is magában foglalta 47 727 ember élt. 1941-ben Bosznia-Hercegovina, így is a Független Horvát Állam része lett. 1942 végén élte át első felszabadulását a fasizmusból, amikor megalakult a Bihácsi Köztársaság. 1942 decemberében a jugoszláv partizánok legfelsőbb parancsnoka, Josip Broz Tito mondott itt beszédet egy nagygyűlésen, ahol először fedte fel valódi kilétét, mondván a híres mondatot: „Josip Broz vagyok, fémmunkás, egy zagorjei horvát...”. Ha Cazin vidékének történetéről van szó a második világháború alatt, nem hagyhatjuk figyelmen kívül Huska Miljković, a vidék vitatott és tragikus alakjának említését, aki 1943-1944-ben vitathatatlan vezér volt itt, amikor megalakította saját muszlim milíciáját, amelyet Huska-hadseregeként ismertek.
A második világháború utáni idő a marxista ideológia hirdetői szerint az új és nagy ígéretek korszaka volt, amely a rideg valósággal szemben hamar szertefoszlott. Az új rend elszenvedői a kényszermegváltással és kollektivizálással a parasztokra voltak. Ennek eredménye egy fegyveres parasztfelkelés lett, amelyre 1950. május 6-án került sor Cazin és a szomszédos Szluin területén. Ez volt a parasztok utolsó lázadása Európában, amelyben mintegy 720-an vettek részt, és amely cazini-lázadás néven ismert. A felkelést még aznap véresen leverték, és a kommunista megtorlás szörnyű volt, 15 résztvevőt halálra ítéltek, miközben több mint 100 családot, több mint 700 taggal, erőszakkal Srbacba telepítettek. Nehéz napok következtek Cazin lakosai számára, mivel a kommunista rezsim szándékosan elhanyagolta ezt a területet, hogy még jobban megbüntesse őket a nyílt lázadásért. Csak az 1960-as évek végétől változott meg a hivatalos politika a Cazinnal szemben.

## Gazdaság
A mezőgazdaságban kiemelt helyet foglal el az állattenyésztés, amelyben a nyers tehéntej termelése viszi a vezető szerepet. Cazin városa jelenleg Bosznia-Hercegovina legnagyobb tejtermelője. A tejtermelés mellett zöldség-gyümölcs termelés, valamint gyógyászati termékek előállítása is jelentős. 

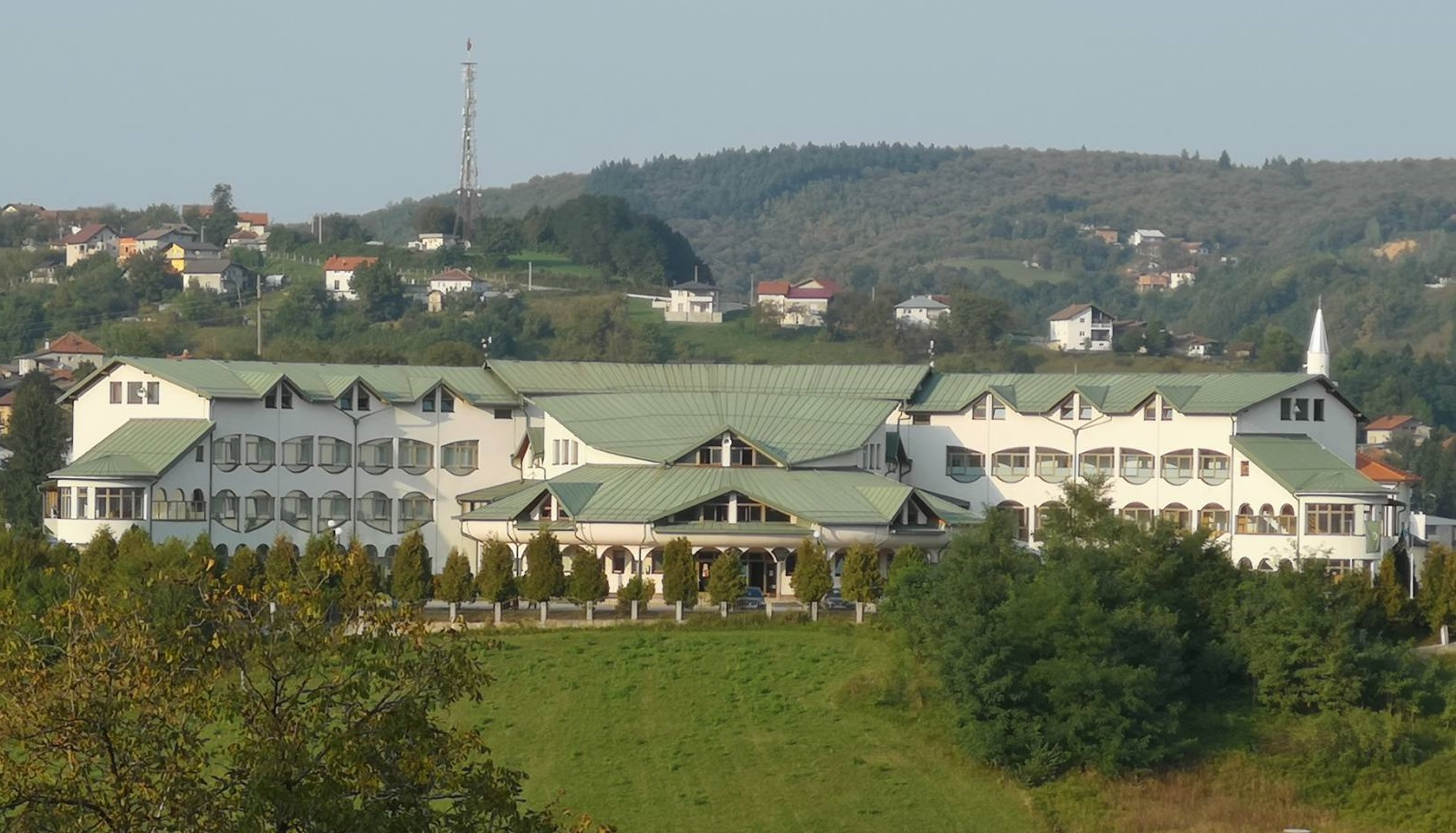
Džemaluddin Čaušević medresze Cazinban

Helyi szinten kiemelkedik az építőipar, az orvosi műszerek gyártása, a baromfihús termelés, valamint a kereskedelem, amely a városban abszolút vezető szerepet tölt be a kereskedelmi ágban.
A város beruházásainak nagy része a nyugat-európai országokból beáramló tőkének köszönhető, mely sok munkást foglalkoztat. Cazinban jelenleg valamivel több mint 7000 munkanélküli van.
Cazin vidékén jelentős ásványlelőhelyek találhatók gipszből, tufából, kvarchomokból, mészkőből és más ásványokból, melyeket elsősorban az építőipar hasznosít. Cazintól nyugatra, a főút mentén, Ćoralić közelében található egy téglagyár, melynek közvetlen közelében agyag lelőhely található. A cazini szénmedence a délkeleti Gnjilavactól az északnyugati Šturlićig húzódik, hosszúsága körülbelül 20 km, átlagos szélessége pedig körülbelül 6 km. Ennek a medencének megfelelő minőségű lignit-barna szén készletei vannak, melyeket három különköző helyen: Pjanićiban, Crnajában és Šturlićban termelnek ki. A Tržacki Raštel területén végzett termálforrásokon végzett korlátozott kutatások kimutatták, hogy ezek nem agresszív termálvizek, amelyek hőmérséklete nagyobb hozam mellett a sekélyebb zónákban alacsonyabb.

## Kultúra
Az első cazini medresze 1867-ben épült fából. Ezt az osztrák-magyar csapatok az ezen a területen tanúsított fegyveres ellenállás miatt felgyújtották. 1890-ben kőből újjáépítették, mely után 1918-ig működött, amikor anyagi források hiányában le kellett állítania munkáját. 1945 után, ahogy az ezen a területen lévő összes vallási ingatlan esetében történt a kommunista hatóságok elvették az iszlám közösségtől. A boszniai háború idején nyitották meg újra, amikor ezt a területet elszigetelték Bosznia-Hercegovina többi részétől. A megnyitóünnepség 1993. szeptember 8-án volt. A medresze nevét a környék leghíresebb alimjáról, Džemaluddin Čauševićről kapta. Az oktatás négy évig tart. A tanítás tanterv szerint folyik, amely 28 tantárgyat tartalmaz. A fiúknak és a lányoknak külön osztályok létesülnek. Bentlakásos iskolákban helyezik el őket, ahol napi háromszori étkezést biztosítanak számukra.

## Turizmus
A háború utáni időszakban a Bihácstól Cazinon át Bosanska Krupáig terjedő szakaszon Una folyón a rafting rendezvények miatt jelentősebb turistaforgalom alakult ki. Említésre méltó még a kongresszusi turizmus különféle szemináriumok, konzultációk, tudományos összejövetelek stb. megrendezésével. Újdonság az ÖKO vásár megszervezése, amely első alkalommal került megrendezésre a Sedra komplexum területén. Cazin turizmusának fejlesztése szempontjából különös jelentőséget tulajdonít Osztrozsác középkori várának, amely azon kevés középkori vár egyike, amely a Balkánon épségben fennmaradt.

## Nevezetességei

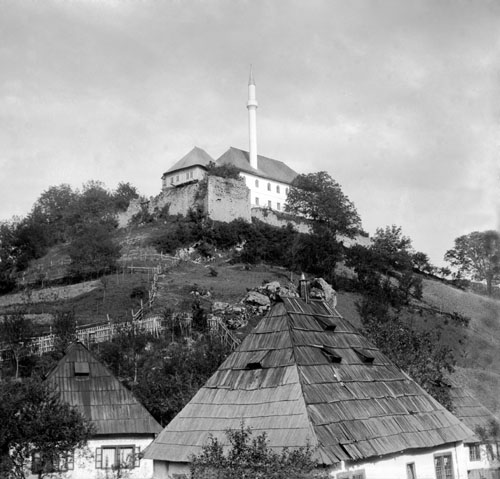
Cazin vára a dzsámival 1906-ban

- Cazin vára egy 376 m magasságú dombon található, amely a mai Cazin városa fölé emelkedik. A Várhegy lábánál, a keleti és déli oldalon folyik a közelben eredő Čaljin-patak. A Várhegy legmagasabb pontján ma a dzsámi található, mely uralja az egész város képét. A vár felépítése megegyezik a magyar államhoz tartozó többi unamenti váréval. Alapját szabályos geometriai formák képezik, ami a késő gótika hatását tükrözi. A trapéz alakú belső udvar a három ovális toronnyal a középkorból származik. A fő toronynak mára nincs nyoma, a feltételezések szerint a mai mecset helyén állhatott, és valószínűleg korábban templom is volt ott. A külső, tört vonalú védőfal oszmán építők munkája. 1975-ben az erődítmény leletmentő ásatására is sor került, melynek során a délkeleti fal mellett egy négyszögletes ágyútorony alapjait fedezték fel.[5] A vár építésének pontos ideje nem ismert, de általában középkori eredetűnek tartják.

- A Várhegy tetején álló dzsámi elődje 1576-ban épült és 1879-ig állt, amikor a helyére építették a vár köveiből a mai dzsámit. Méretei 14x28 m és összesen 39, két sík mentén épített keskeny tagolja. Az eredetileg fából épített minaretet 1924-ben egy 31 m magas, kőből épített minaretre cserélték. A 16 szögletű minaret 8,5 m magas lábazaton áll, a felső részén nyitott kerengővel, a tetején bádogfedéssel.[8]

- Az Alagić család háza valószínűleg a 19. század első felében épült, ritka és meglehetősen jól megőrzött példája a korabeli emeletes polgárháznak, amelynek funkcionálisan összefüggő melléképülete van. Az Alagić-ház a cazini óváros szerkezetének és arculatának jelentős mérföldköve, és kulturális és történelmi műemlékként védett.[9]

- A Pozderac család házát (Nuria Pozderac szülőháza) 1820 körül építtette Ahmet Pozderac aga, a berlini kongresszus döntéseivel szembeni muszlim ellenállás egyik vezetője.[10]

## Fordítás
- Ez a szócikk részben vagy egészben  a   Cazin című bosnyák Wikipédia-szócikk ezen változatának fordításán alapul.  Az eredeti cikk szerkesztőit annak laptörténete sorolja fel. Ez a jelzés csupán a megfogalmazás eredetét és a szerzői jogokat jelzi, nem szolgál a cikkben szereplő információk forrásmegjelöléseként.